# NGC 3267
NGC 3267 هي مجرة تتبع كوكبة مفرغة الهواء. اكتشفها جون هيرشل في 18 أبريل 1835.

## روابط خارجية
- NGC 3267 على موقع ويكي سكاي: DSS2, SDSS, GALEX, IRAS, Hydrogen α, X-Ray, Astrophoto, Sky Map, Articles and images